# Pindaya-Höhlen
Die Pindaya-Höhlen (birmanisch ပင်းတယရွှေဥမင်, sprich: pɪ́ɴdəja̰ ʃwè ṵmɪ̀ɴ) sind eine buddhistische Pilgerstätte nahe bei der Stadt Pindaya im Shan-Staat in Myanmar.

## Geschichte
Es haben sich in der Höhle mehr als 8000 Buddhastatuen angesammelt. Die ältesten stammen aus dem 18. Jahrhundert, und neue Votivgaben kommen bis heute hinzu. Wissenschaftler drängen auf die Aufnahme der Stätte in die UNESCO-Liste des Weltkulturerbes.

## Beschreibung
Die Kalkstein-Höhlen befinden sich in einem Höhenzug bei der Stadt Pindaya. Auf dem in Nord-Süd-Richtung verlaufenden Grat befinden sich drei Höhlen, aber nur die südliche Höhle kann betreten und erforscht werden. Es ist nicht bekannt, ob die beiden anderen über eine längere Strecke in den Hang eindringen. Die Höhlen sind über einen gedeckten Treppenaufgang zugänglich. Ausgehend von der geräumigen Eingangshalle führt ein Netz von Gängen tief in den Berg. Die Wände der kleinen Hallen und der Gänge sind bedeckt mit meistens vergoldeten Buddhastatuen aus verschiedenen Materialien und in unterschiedlichen Größen.

## Legenden
Laut einer Legende hatte eine Riesenspinne sieben Prinzessinnen in einer der Höhlen eingesperrt. Prinz Kummabhaya tötete die Spinne mit einem Pfeil und erwählte die jüngste und schönste Prinzessin zu seiner Gemahlin. Skulpturen der Spinne und des Prinzen, der mit Pfeil und Bogen zielt, wurden in letzter Zeit am Eingang der überdachten Höhlentreppe errichtet. Eine andere besagt, dass ein geheimer Gang am Ende der Höhle zur antiken Stadt Bagan führt, den Began-Könige als Fluchtweg genutzt haben sollen.

## Galerie

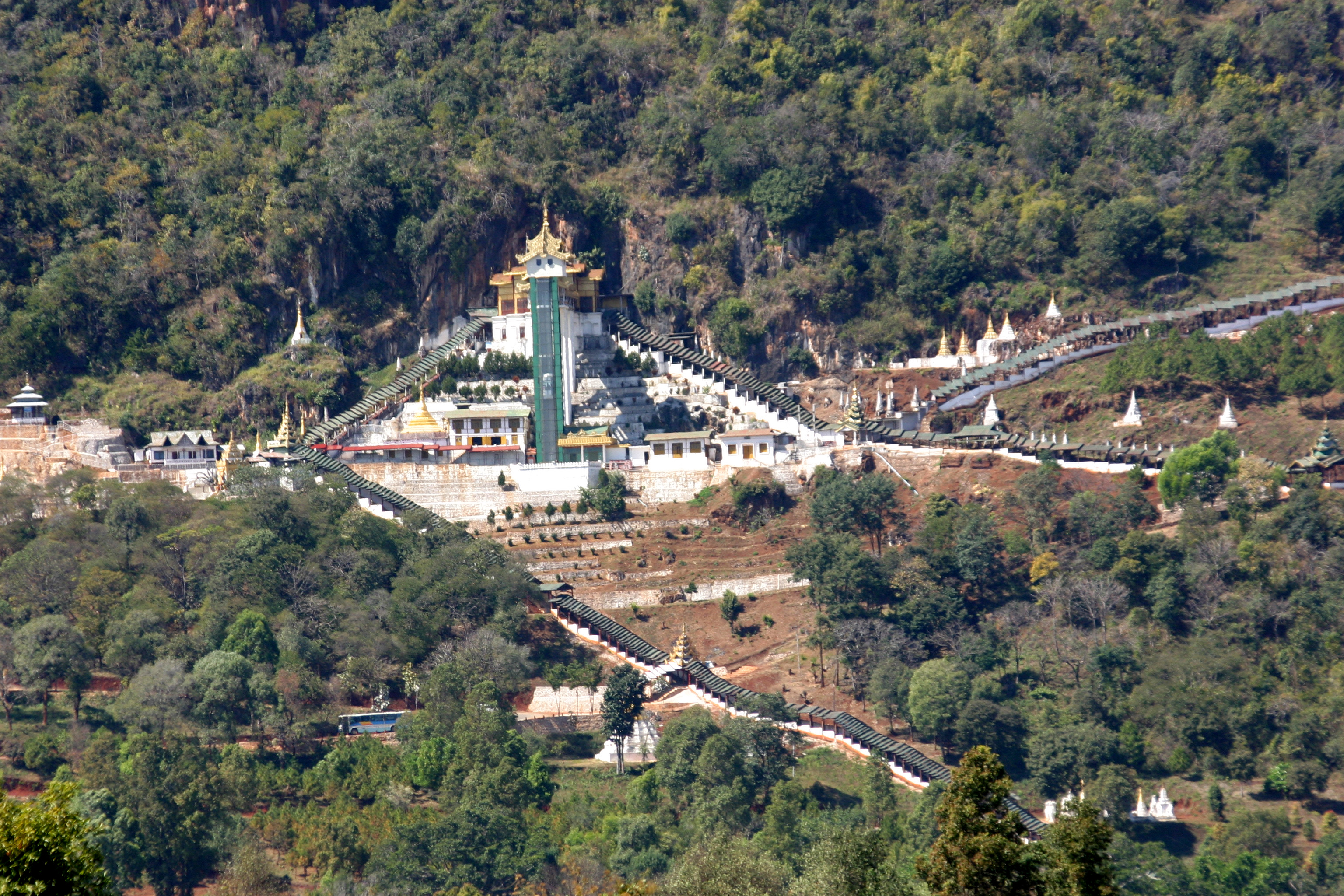
Ansicht aus Pindaya
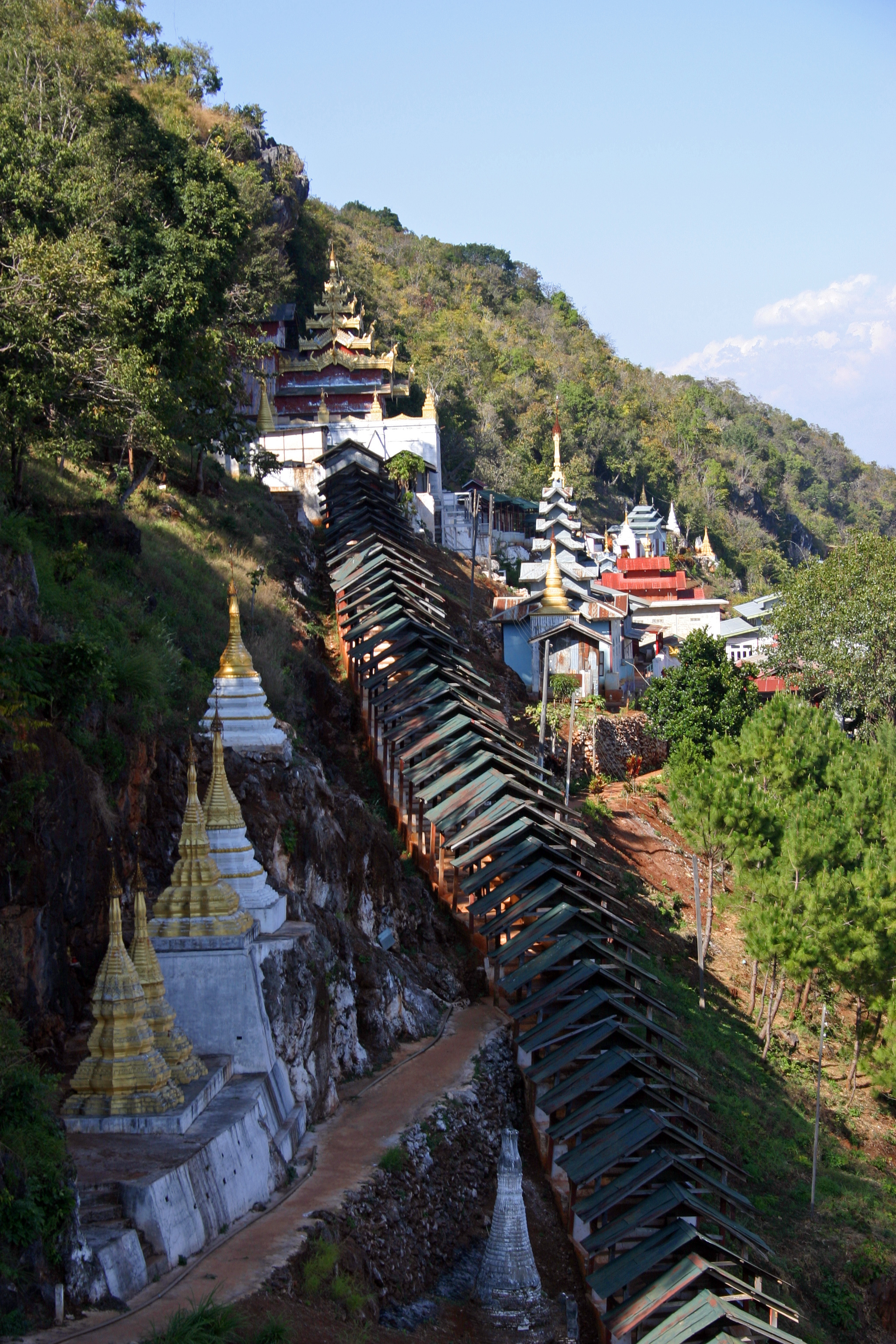
Gedeckter Aufgang
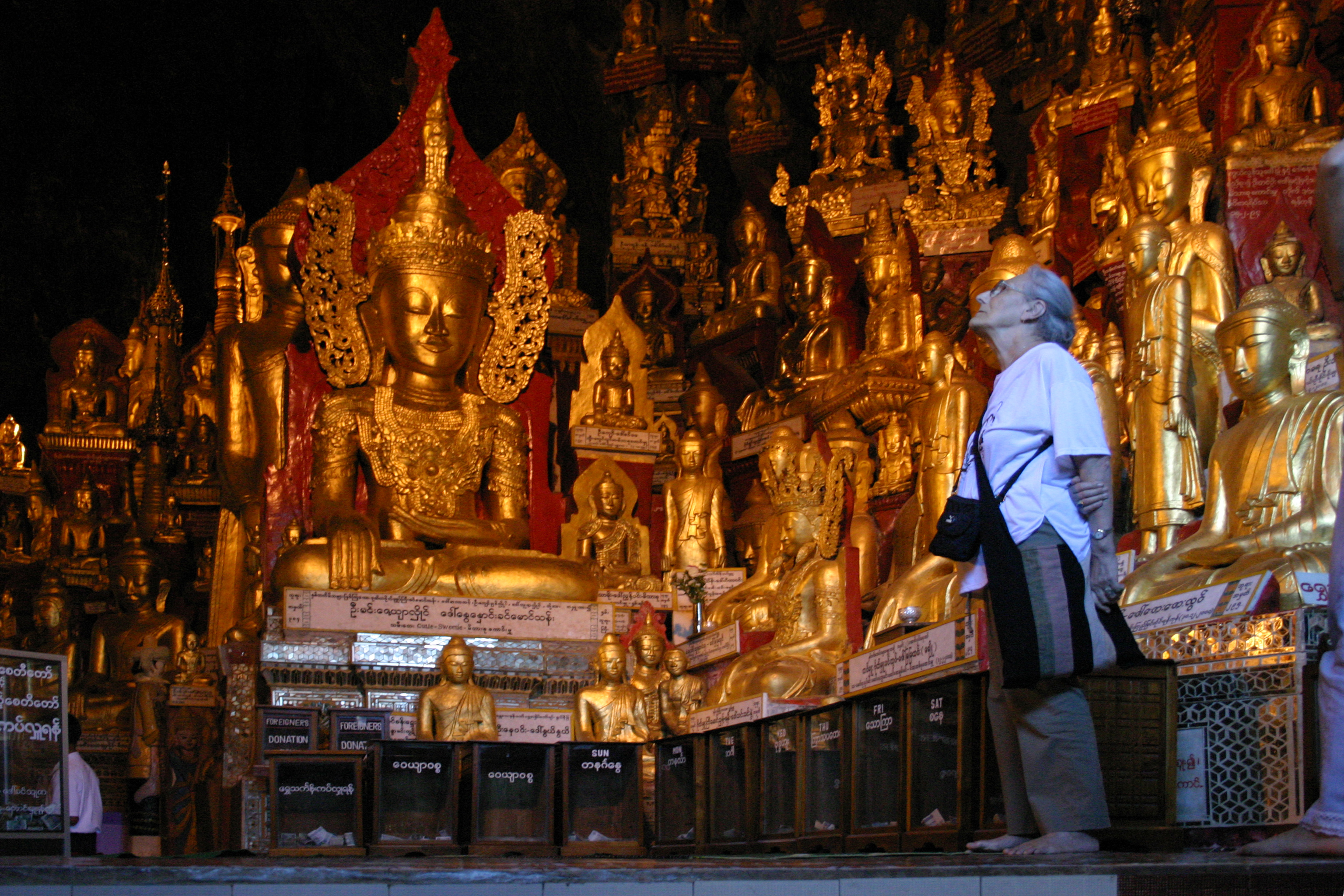
Eingangshalle
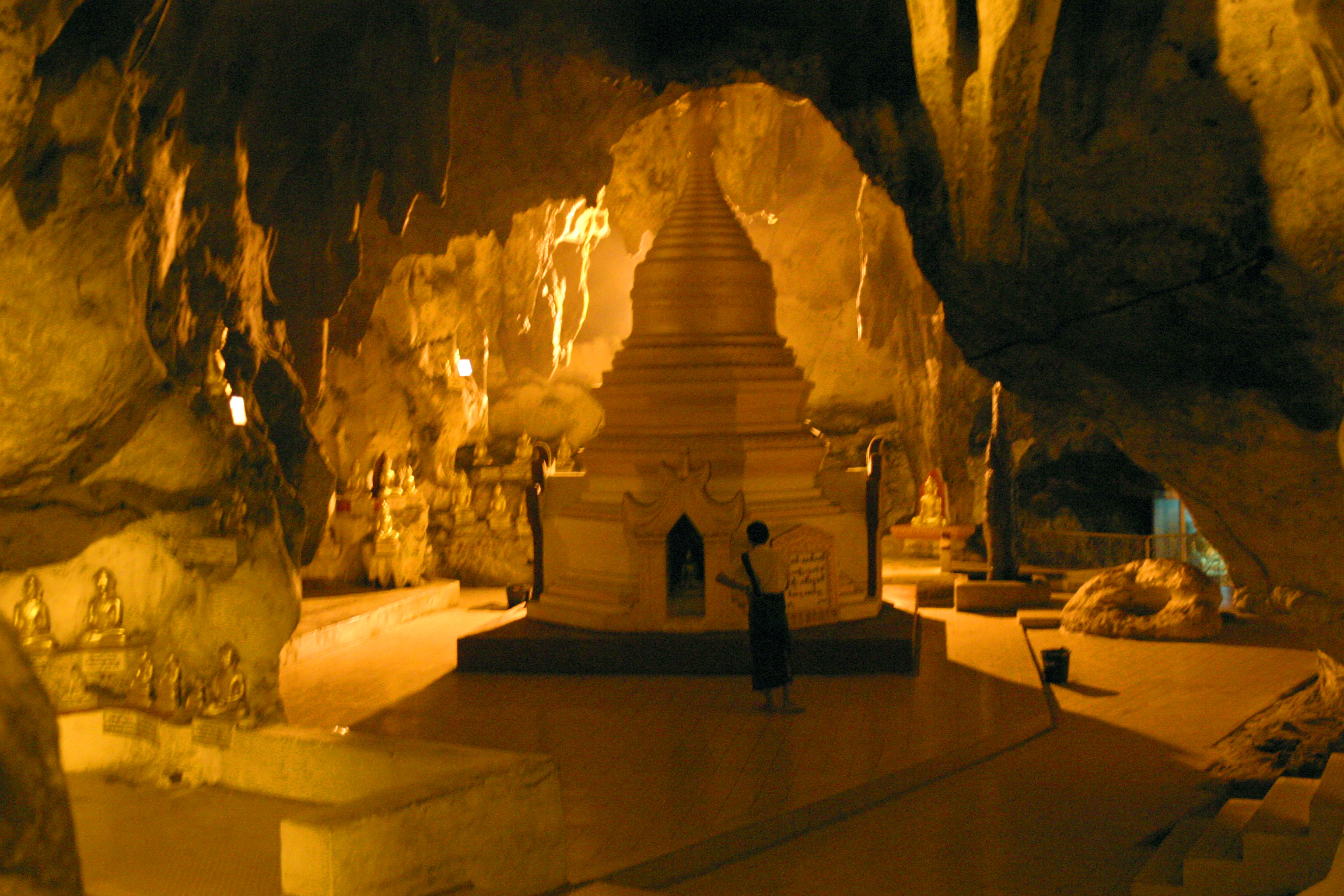
Höhle mit Stupa
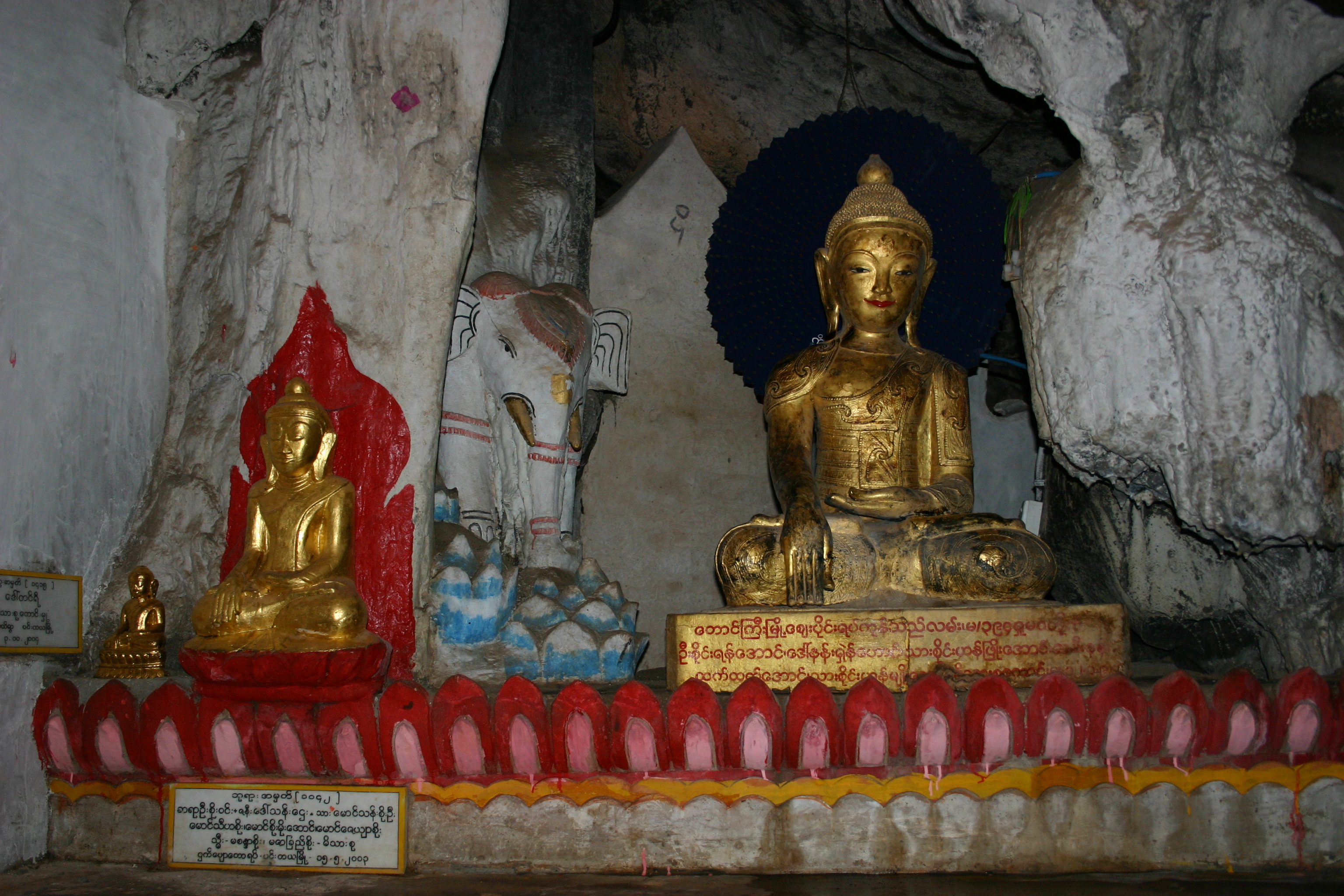
Altarnische
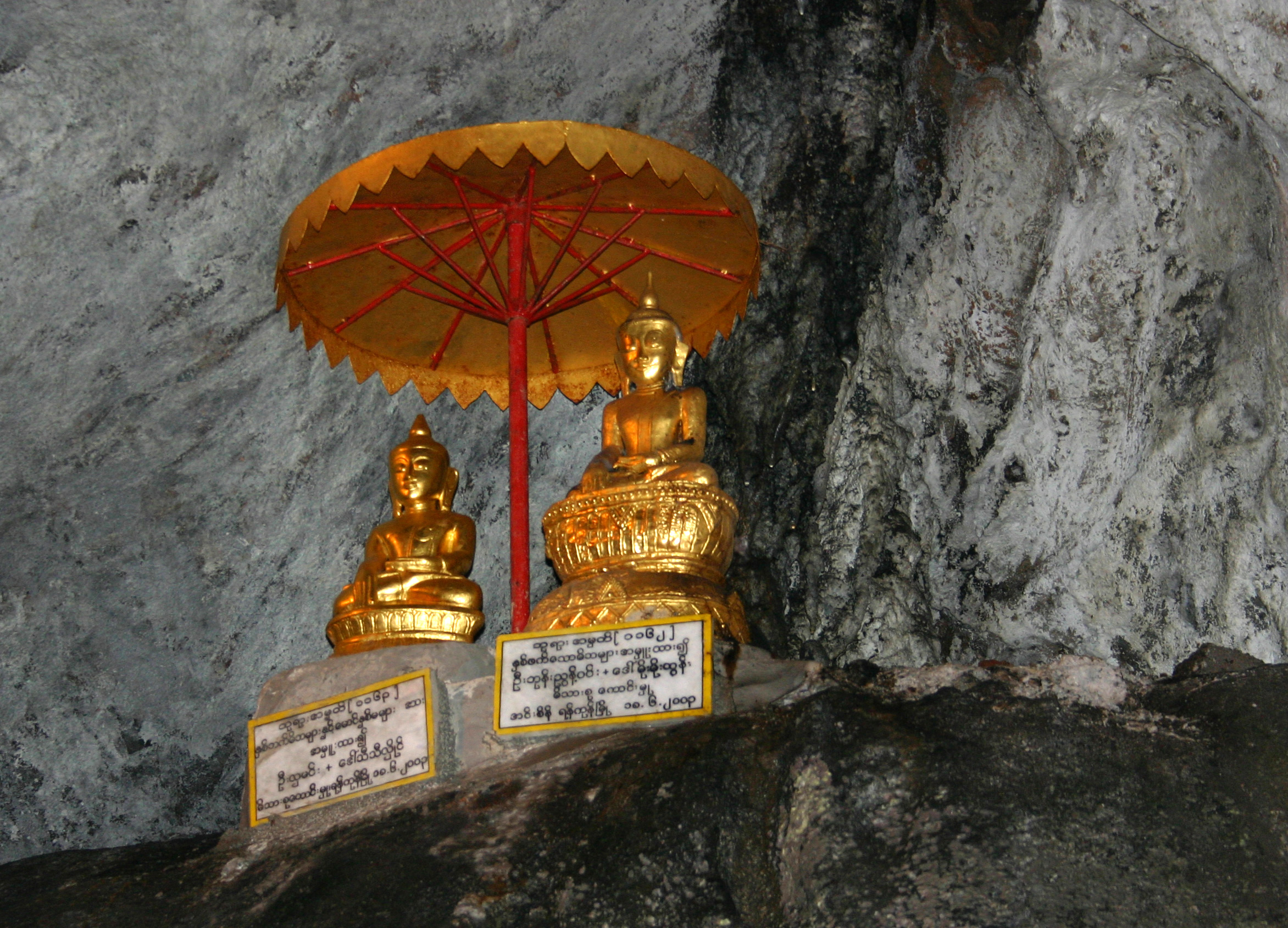
Beschirmte Buddhas
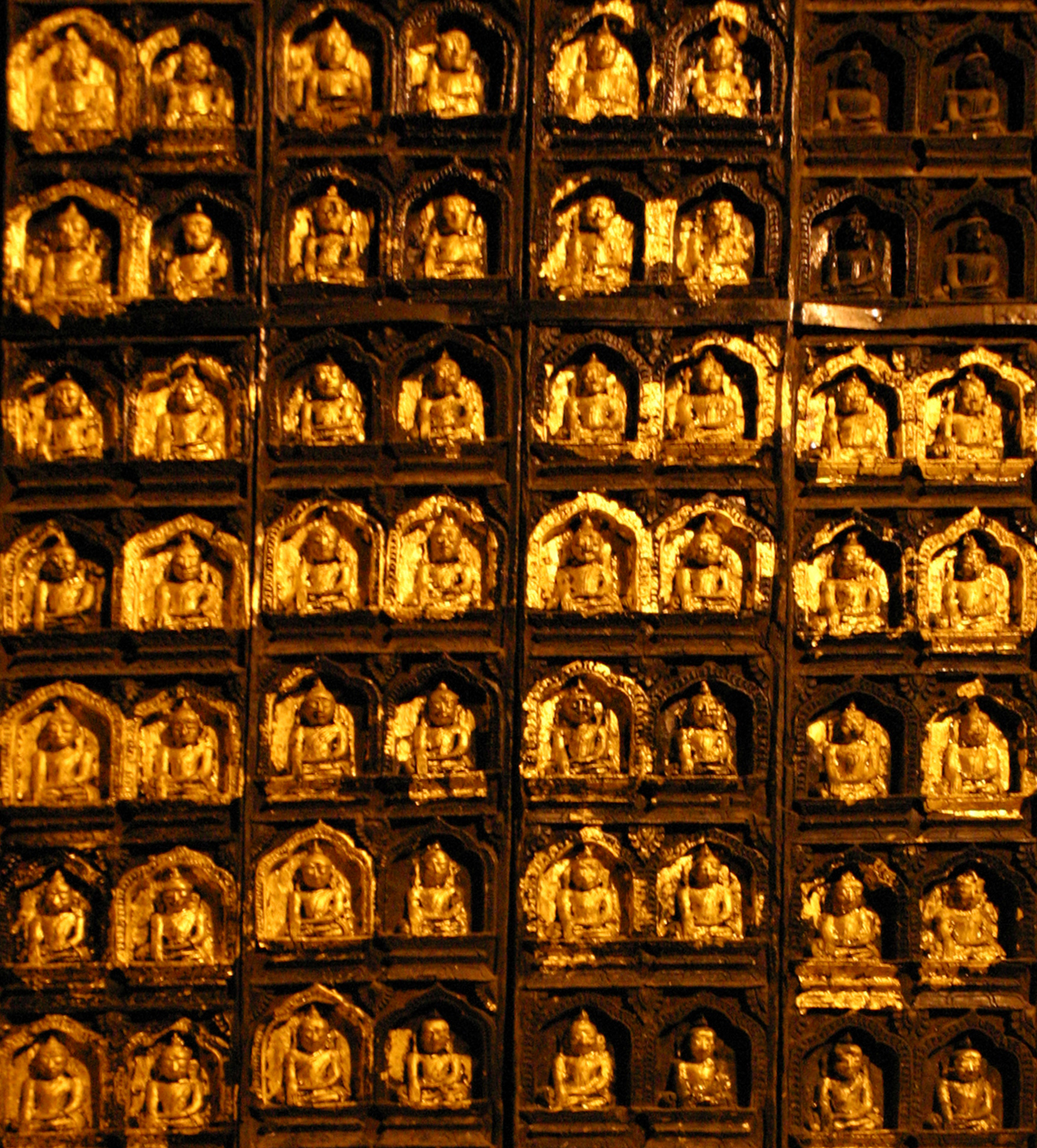
Miniaturbuddhas
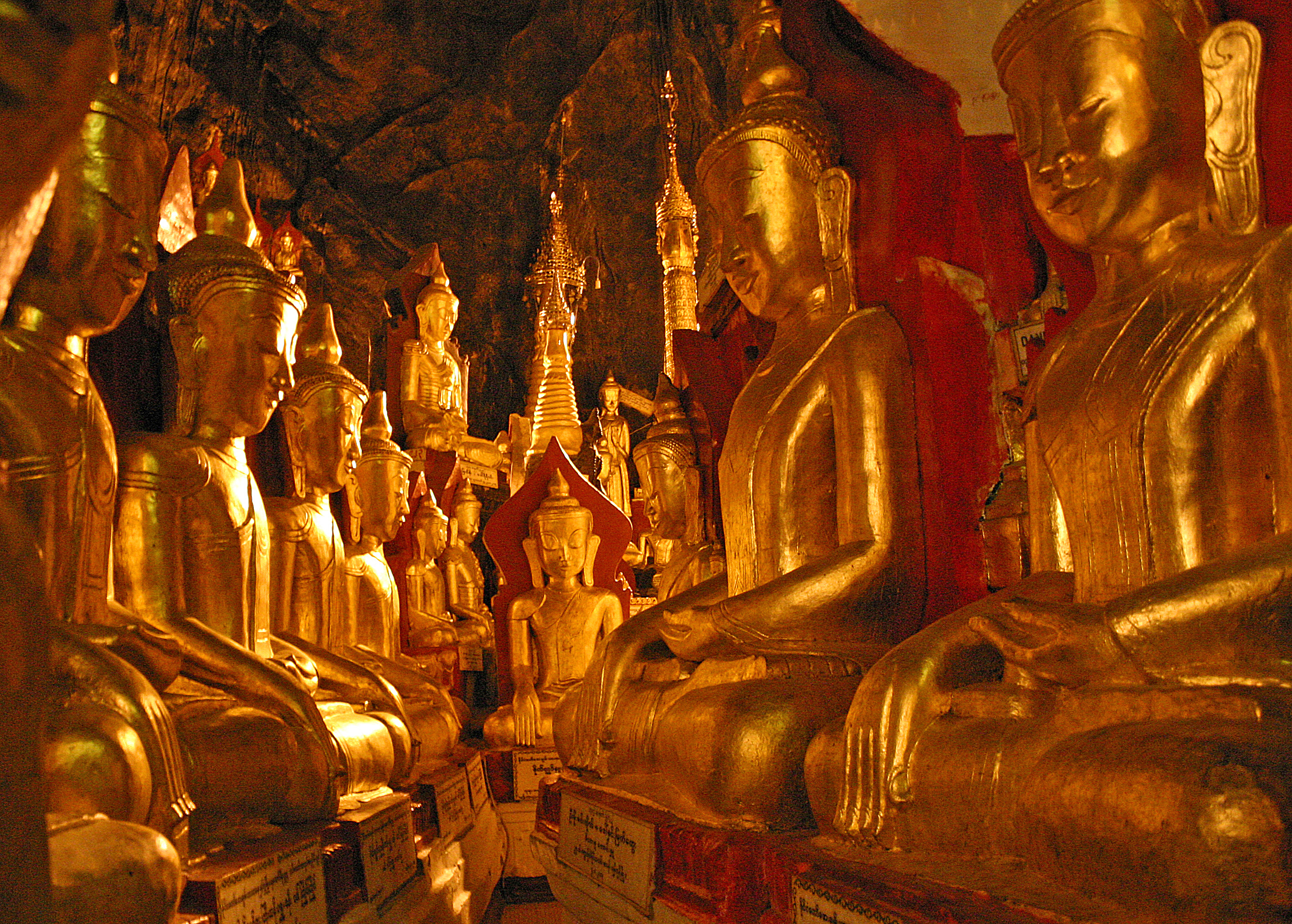
Große Buddhas